# NGC 4334
NGC 4334 é uma galáxia espiral barrada (SBab) localizada na direcção da constelação de Virgo. Possui uma declinação de +07° 28' 24" e uma ascensão recta de 12 horas, 23 minutos e 24,1 segundos.
A galáxia NGC 4334 foi descoberta em 24 de Abril de 1830 por John Herschel.